# Френсіс Раян
Френсіс Джон Раян (англ. Francis John Ryan; 10 січня 1908, Філадельфія — 14 жовтня 1997, Філадельфія) — американський футболіст, що грав на позиції нападника за клуби «Нью-Йорк Галісія», «Лайтгауз Бойз Клаб» та «Філадельфія Герман-Американс», а також національну збірну США.

## Клубна кар'єра
У дорослому футболі дебютував 1920 року виступами за команду клубу «Нью-Йорк Галісія», в якій провів десять сезонів. 
Своєю грою за цю команду привернув увагу представників тренерського штабу клубу «Лайтгауз Бойз Клаб», до складу якого приєднався 1930 року. Відіграв за Відіграв за наступний сезон своєї ігрової кар'єри.
1931 року перейшов до клубу «Філадельфія Герман-Американс», за який відіграв 5 сезонів.  Завершив професійну кар'єру футболіста виступами за команду Клуб у 1936 році.

## Виступи за збірну
1928 року дебютував в офіційних матчах у складі національної збірної США. Протягом кар'єри у національній команді, яка тривала 9 років, провів у її формі 4 матчі, забивши 1 гол.
У складі збірної був учасником чемпіонату світу 1934 року в Італії, де зіграв з господарями (1-7), футбольного турніру на Олімпійських іграх 1928 року в Амстердамі та Олімпійських іграх 1936 року у Берліні.
У 1958 році Райан був включений до Національного футбольного залу слави.
Помер 14 жовтня 1997 року на 90-му році життя у місті Філадельфія.